# Argentina nos Jogos Olímpicos de Verão de 2020
A participação de Argentina nos Jogos Olímpicos de Tokio de 2020, a realizar-se entre 23 de julho e 8 de agosto de 2021, é a vigésima segunda apresentação oficial organizada pelo Comité Olímpico Argentino (COA) e as federações desportivas nacionais da cada desporto com actuação nos mesmos. A delegação ficou integrada por 178 desportistas, dos quais 122 são homens (68.53%) e 56 são mulheres (31.46%), com participação em 26 desportos. Trata-se da terceira delegação mais numerosa na história do desporto olímpico argentino, depois da delegação de Londres 1948, em onde competiram 242 desportistas, e de Rio de Janeiro 2016, onde competiram 213 desportistas.
Para levar a bandeira argentina na abertura foram designados os regatistas Santiago Lange e Cecilia Carranza.

## Medalhistas
| Medalha           | Atleta(s) | Esporte              | Evento    | Data        |
| ----------------- | --- | -------------------- | --------- | ----------- |
| Medalha de prata  | Agustina AlbertarioAgostina AlonsoNoel BarrionuevoValentina Costa BiondiEmilia ForcherioAgustina GorzelanyMaría José GranattoVictoria GranattoJulieta JankunasSofía MaccariDelfina MerinoValentina RaposoRocío Sánchez MocciaMicaela ReteguiVictoria SauzeBelén SucciSofía ToccalinoEugenia Trinchinetti | Hóquei sobre a grama | Feminino  | 7 de agosto |
| Medalha de bronze | Rodrigo IsgroLucio CintiIgnacio MendySantiago ÁlvarezLautaro BazánSantiago MareMarcos MonetaGermán SchulzRodrigo EtchartLuciano GonzálezFelipe del MestreGastón Revol | Rugby sevens         | Masculino | 28 de julho |
| Medalha de bronze | Matías SánchezFederico PereyraCristian PoglajenFacundo ConteAgustín LoserSantiago DananiSebastián Solé Bruno Lima Ezequiel Palacios Luciano De Cecco Nicolás Méndez Martín Ramos | Voleibol             | Masculino | 5 de agosto |